# Pronom interrogatif
En grammaire, le pronom interrogatif est un pronom qui remplace dans une question partielle (incompatible avec les réponses oui ou non) ce dont le locuteur (ou le scripeur) demande une information, et qu’il attend dans la réponse,,. Ce pronom se réfère en général à des animés (personnes, d’autres êtres), à des inanimés (objets, matières, notions abstraites), à leurs caractéristiques ou à leur quantité.
L’un des pronoms (en français le/la quantième ou le/la combientième) demande l’information sur la place d’une des entités ci-dessus dans une série, représentée par un numéral ordinal.
Un autre pronom (en français que ou quoi), en tant que complément d'objet direct (COD) du verbe faire, se réfère à des procès, ex. – Que fait Marie ? – Elle dort.
Certains mots interrogatifs sont toujours des pronoms. D’autres sont ce qu’on appelle adjectifs interrogatfs ou déterminants interrogatifs. Dans certaines situations ils perdent leur caractère d’adjectifs et deviennent des pronoms, en gardant la même forme ou non, en fonction de la langue donnée.
Les pronoms et les déterminants interrogatifs sont utilisés aussi bien dans des phrases simples interrogatives directes, que pour introduire des questions indirectes exprimées par des propositions subordonnées non circonstancielles. Certains sont également utilisés dans des propositions exclamatives sans caractère interrogatif. Les pronoms remplissent en général les mêmes fonctions syntaxiques que les noms.

## En français
Qui est seulement pronom et il se réfère seulement à des personnes. Il peut être renforcé par la séquence est-ce qui lorsqu’il est sujet, ou par est-ce que dans la fonction de divers compléments du verbe. Exemples :
- sujet : Qui / Qui est-ce qui sait le hongrois ? ;
- attribut du sujet : Qui sont ceux-là ? ;
- complément d’objet direct : Qui / Qui est-ce que tu choisiras ? ;
- complément prépositionnel (d’objet indirect (COI) ou circonstanciel (CC)): Pour qui achète-t-elle ce livre ? / Pour qui est-ce qu’elle achète ce livre ?.

Que (élidé qu’) est l’un des pronoms se référant seulement à des inanimés. Il est utilisé avec est-ce qui ou est-ce que, obligatoirement ou facultativement, en fonction de l’entité à laquelle il se réfère :
- sujet réel et en même temps grammatical – obligatoirement avec est-ce qui : Qu’est-ce qui a fait ce bruit ? ;
- sujet réel d’un verbe impersonnel : Qu’est-il arrivé ? / Qu’est-ce qui est arrivé ? ;
- COD : Que s’est-il acheté ? / Qu’est-ce qu’il s’est acheté ?.

Ce pronom est aussi exclamatif, y compris avec une valeur quantitative :
Ta fille, qu’elle est / qu’est-ce qu’elle est mignonne ! ;
Que de monde !.
En proposition interrogative indirecte, en français standard, ce pronom prend les formes ce qui en tant que sujet, et ce que en tant que COD :
Je me demande ce qui te dérange dans ce film ;
Je ne sais pas ce qu’il veut comme cadeau.
Quoi est un autre pronom se référant à des inanimés, utilisable, à la différence de que, en tant que mot-phrase : Quoi ?
Il est aussi employé en fonction de complément prépositionnel, avec ou sans est-ce que, en fonction du registre de langue, dans des constructions différentes, mais sans différence de sens :
- courant : À quoi est-ce vous pensez ? ;
- soutenu : À quoi pensez-vous ? ;
- familier : À quoi vous pensez ? / Vous pensez à quoi ?.

Dans le registre familier, il peut aussi être COD : Il s’est acheté quoi ?
Quel, quelle, quels, quelles est seulement déterminant. Il sert à demander l’identification d’une entité parmi plusieurs ou à interroger sur une caractéristique. Exemples :
À quel auteur pensiez-vous ? ;
Quelles couleurs préfère-t-elle ?.
Ce déterminant est aussi exclamatif : Quels jolis bouquets il y a chez ce fleuriste !.
Lequel, laquelle, lesquels, lesquelles est seulement pronom, composé de l’article défini et du déterminant interrogatif. Il correspond à celui-ci pour demander l’identification d’une entité parmi plusieurs. Exemples :
Vous connaissez les sœurs Lenoir. Laquelle est la plus jeune ? ;
Il y a deux menus; lequel est-ce que vous choisissez ? ;
Il y a trois guichets. Auquel dois-je m’adresser ? ;
Il y a trois frères Legrand médecins. Duquel parlez-vous ?.
Combien est un adverbe mais il est utilisé en tant que pronom interrogatif visant la quantité et, suivi de de, comme déterminant :
Combien sont venus ? ;
Pendant combien de temps restera-t-il en France ?.
Combien est également exclamatif : Combien voudraient être à votre place !.
Quantième se référant à un numéral ordinal est encore courant au Canada et en Belgique mais non en France, ex. Cette photographie, de quelle actrice célèbre-t-elle le mariage, et le quantième ?. Dans les registres populaire et familier, c’est combientième ou combienième qui lui correspondent, ex. Deuxième classe au je ne sais plus combientième régiment des Chasseurs Alpins. Selon Grevisse et Goosse 2007, « ce recul de quantième laisse un vide fâcheux, que n’a pas comblé le recours à combien ».

## En anglais
En anglais, tous les pronoms et déterminants interrogatifs sont invariables en genre et en nombre.
Who correspond à « qui ». Il a des formes à part se référant à un possesseur, à « qui » COD et à « qui » avec diverses prépositions. Exemples :
Who can give me some help? « Qui peut me donner un coup de main ? » ;
Whose is this umbrella? « À qui est ce parapluie ? » ;
Whom did you invite? « Qui avez-vous invité ? » (soutenu) ; variante courante : Who did you invite? ;
To whom were you talking? « À qui parliez-vous ? » (soutenu) ; variante courante : Who were you talking to?.
What est un pronom correspondant à « que / quoi » ou à « le/la/lesquel(le)(s) », et un déterminant correspondant à « quel(le)(s) ». Avec le sens « quel(le)(s) », il est également exclamatif :
What do you do in the evenings? « Que fais-tu / faites-vous le soir ? » ;
What sport do you play? « Quel sport fais-tu / faites-vous ? » ;
What idiot wrote this? « Quel idiot a écrit ça ? » ;
What will be the best train? « Lequel sera le meilleur train ? » ;
What lovely flowers! « Quelles belles fleurs ! ».
Which est un pronom et déterminant demandant l’identification parmi plusieurs entités, animées ou inanimées :
Which biscuits taste the best? « Quels biscuits ont le meilleur goût ? » ;
Which is the best route? « Quelle est la meilleure route ? » ;
Which of the guests doesn't eat meat? « Lequel des invités ne mange pas de viande ? ».

## En roumain
Le roumain est la seule langue romane qui garde des vestiges de la déclinaison des pronoms interrogatifs.
Cine correspond à « qui ». Il a encore une forme casuelle, cui. Cine est sa forme de nominatif et d’accusatif, c’est-à-dire que sans préposition il est sujet, avec la préposition pe il est COD, avec d’autres prépositions il est COI ou CC. Cui est sa forme de génitif, qui se réfère à un possesseur, et de datif, qui se réfère à un COI d’attribution. Exemples :
– Cine a venit? – Vasile « – Qui est venu ? – Vasile » ;
A cui e cartea? « À qui est le livre ? » ;
– Al cui creion / Creionul cui a rămas pe masă? – Al lui Ion « – Le crayon de qui est resté sur la table ? – Celui de Ion »;
Mă întreb cui pot să povestesc ce s-a întâmplat « Je me demande à qui je peux raconter ce qui est arrivé ».
Au génitif, en fonction de pronom indépendant ou de complément du nom antéposé, cui est précédé d’un article appelé « possessif », qui s’accorde en genre et en nombre avec l’objet possédé, ayant les formes al (masculin singulier), a (féminin sing.), ai (masc. pluriel), ale (fém. pl.).
Ce est invariable. Il est pronom, correspondant à « que / quoi », mais aussi déterminant, correspondant à « quel(le)(s) ». Dans des exclamations il peut être pronom ou déterminant, y compris à sens quantitatif. Exemples :
– Ce se aude? – Niște avioane « Qu’est-ce qu’on entend ? – Des avions » ;
Ce colegi ai? « Quels collègues as-tu ? » ;
Ce n-aș da să…! « Qu’est-ce que je ne donnerais pas pour… ! » ;
Ce viață! « Quelle vie ! » ;
Ce de flori! « Que de fleurs ! » ;
Ce frumos! « Que c’est beau ! ».
Care (pronom et déterminant) sert seulement à demander une identification parmi plusieurs entités, animées ou inanimées. Ses formes sont :
- nominatif-accusatif : care ;
- génitif-datif :
  - singulier:
    - masculin : cărui(a) ;
    - féminin : cărei(a) ;

  - pluriel : căror(a).

Les formes sans, respectivement avec -a final sont utilisées comme suit :
- déterminant au datif (toujours antéposé) : Căror prieteni le-ai dat flori? « À quels amis as-tu donné des fleurs ? »[20] ;
- déterminant au génitif (toujours antéposé) : Adresa cărui coleg n-o cunoști? « L’adresse de quel collègue ne connais-tu pas ? »[2] ;
- pronom au génitif, complément du nom antéposé : În a cărui casă ai copilărit? « Dans la maison duquel as-tu passé ton enfance ? »[2] ;
- pronom au génitif, complément du nom postposé : În casa căruia ai copilărit? (même sens que le précédent) ;
- pronom au génitif indépendant : A căruia (dintre voi) este mingea? « Auquel (d’entre vous) appartient le ballon ? »[2] ;
- pronom au datif (toujours indépendant) : Cărora le-ai dat flori? « Auxquel(le)s as-tu donné des fleurs ? »[20].

Cât, câtă, câți, câte variable en genre et en nombre correspond à « combien de » en tant que déterminant et à « combien » comme pronom. Il n’a pas de formes casuelles différentes au singulier. Exemples :
– Cât vin avem? « Combien de vin avons-nous ? » ;
– Câtă pâine avem? « Combien de pain avons-nous ? » ;
– Sunt niște studenți în clasă. – Câți? « – Il y a des étudiants dans la salle. – Combien ? » ;
– Sunt scaune în clasă. – Câte? « – Il y a des chaises dans la salle. – Combien ? ».
Il a aussi une forme de génitif-datif au pluriel, invariable en genre et rarement utilisée, au datif seulement, en tant que déterminant, et plus rarement encore comme pronom (avec -a final), forme à laquelle on préfère celle de nominatif-accusatif avec la préposition la. Exemple:
Câtor studenți le place limba română? « Combien d’étudiants aiment le roumain ? » (littéralement *« À combien d’étudiants leur plaît…? ») → Câtora le place limba română? = La câți (studenți)…?.
Al câtelea, a câta est un correspondant courant de le/la quantième :
În a câta lună de sarcină ești? « En quel mois de grossesse es-tu ? » ;
Al câtelea sunt pe listă? « En quelle place suis-je sur la liste ? ».

## En BCMS
En BCMS (bosnien, croate, monténégrin et serbe) il y a deux mots interrogatifs seulement pronoms. Ils sont invariables en genre et en nombre mais se déclinent à peu près comme les noms masculins. Les autres sont des déterminants utilisés en tant que pronoms dès qu’ils ne sont pas accompagnés d’un déterminé. Ces mots sont variables en genre (y compris le neutre) et en nombre, et se déclinent comme les adjectifs qualificatifs. Les mêmes formes sont utilisées en question directe et en question indirecte.
Ko/tko est le correspondant de « qui ». Il a quatre formes casuelles, certaines avec des variantes, y compris en fonction des standards existants:
- nominatif : (bs + cnr + sr) ko ; (hr) tko ;
- génitif-accusatif : koga ;
- datif-locatif : (bs + cnr + sr) kome ; (hr) komu / kome / kom ;
- instrumental : kim / kime.

En phrases :
(sr) Ko je došao? « Qui est venu ? » ;
(hr) Tko stoji pred vratima? « Qui se tient devant la porte ? » ;
Koga vidi Marija? « Qui Marija voit-elle ? » ;
S kim Marija radi? « Avec qui Marija travaille-t-elle ? ».
Šta/što correspond à « que / quoi », ayant également des variantes, y compris selon les standards, :
- nominatif-accusatif : (bs + cnr + sr) šta ; (hr) što ;
- génitif : (bs + cnr + sr) čega ; (hr) čega / čeg ;
- datif : čemu ;
- instrumental : čime / čim ;
- locatif : (bs + cnr + sr) čemu ; (hr) čemu / čem.

En phrases :
(sr) Šta se desilo? « Qu’est-ce qui est arrivé ? » ;
(hr) Što je pred vratima? « Qu’est-ce qu’il y a devant la porte ? ».
Čiji est un déterminant et pronom qui se réfère seulement à un possesseur :
(hr) Čiji je to pokrivač? « À qui est cette couverture ? » ;
(cnr) Nije rečeno čija je to dužnost « Il n’est pas dit à qui est cette responsabilité ».
Koji, déterminant correspondant à « quel(le)(s) » et pronom correspondant à « le/la/lesquel(le)(s) » sert seulement à demander une identification :
(sr) Koju knigu čitaš? « Quel livre lis-tu ? » = « Lequel des livres… ? » ;
(hr) Koji od vas to može napraviti? « Lequel d’entre vous peut réparer ça ? ».
Kakav déterminant et pronom se réfère seulement à une caractéristique. Il est aussi exclamatif :
(sr) Kakvu salatu želite? « Quelle salade voulez-vous ? » ;
(bs) Kakav si ti junak bio! « Quel héros tu étais ! ».
Koliki déterminant et pronom se réfère aux dimensions et à la quantité:
(hr) Kolika je vaša kuća? « Elle est grande comment, votre maison ? » ;
(sr) Gledaj koliki su ljudi došli « Regarde combien de gens sont venus ».
Pour la quantité on utilise plus fréquemment une construction impersonnelle avec l’adverbe donné par la forme de neutre nominatif singulier de ce déterminant, correspondant exactement à « combien » : Gledaj koliko je ljudi došlo « Regarde combien de gens sont venus ».

## En hongrois
En hongrois aussi il y a deux mots interrogatifs seulement pronoms, les autres étant des déterminants qui deviennent pronoms en l’absence de déterminé les accompagnant. Tous sont invariables en genre grammatical, qui n’est pas exprimé dans cette langue, mais tous sont variables en nombre et se déclinent en tant que pronoms, ayant 14 formes casuelles sur les 18 qu’ont les noms. En tant que déterminants ils sont invariables, tout comme l’adjectif épithète, qui ne s’accorde pas dans cette langue.
Ki se réfère seulement aux personnes, prenant aussi la forme de pluriel. Il a le sens « qui », parfois « quel(le)(s) » :
Ki a vállalat igazgatója? « Qui est le directeur de l’entreprise ? » ;
Kik a kedvenc zeneszerzőid? « Qui / Quels sont tes compositeurs favoris ? » ;
Kit láttál tegnap este az étteremben? « Qui as-tu vu hier soir au restaurant ? » ;
Ki mellett ülsz? « À côté de qui es-tu assis(e) ? ».
Ce pronom a le synonyme partiel kicsoda, composé de ki et du nom csoda « merveille », qui exprime parfois l’étonnement, la curiosité ou l’irritation : Nem tudod, kicsoda járt itt? « Tu ne sais pas qui est passé par ici ? ».
Mi se réfère à des inanimés, étant le correspondant de « que / quoi » :
Mi ez? « Qu’est-ce que c’est, ça ? » ;
Mik azok a kezedben? « Que sont ces choses dans ta main ? » ;
Mire gondolsz? « À quoi penses-tu ? ».
Ce pronom aussi a une variante composée avec csoda, utilisée le plus souvent comme déterminant, surtout exclamatif : Micsoda házak vannak Pesten! « Quelles maisons il y a à Pest ! ».
Melyik est un déterminant et pronom demandant seulement une identification parmi plusieurs entités :
Melyik mosóport ajánlja? « Quel détergent me recommandez-vous ? » = « Lequel des détergents… ? » ;
– Ettem a tortából. – Melyikből? « – J’ai mangé du gâteau (une partie d’un grand gâteau). – Duquel ? ».
Milyen est un déterminant et pronom qui se réfère uniquement à des caractéristiques, utilisé dans des exclamations aussi en tant que complément d’un adjectif ou d’un adverbe. En tant qu’attribut il correspond à « comment » :
Milyen cipőt keres? « Quel (genre de) chaussures cherchez-vous ? » ;
– Vettem egy kabátot. – Milyet vettél? « – J’ai acheté un manteau. – Tu en as acheté un comment ? » ;
Milyen szép ez a virág! « Qu’elle est belle, cette fleur ! »
Milyen az új autótok? « Comment est votre nouvelle voiture ? ».
Cet interrogatif a pour synonymes miféle (littéralement « quoi » + « sorte ») et mifajta (litt. « quoi » + « espèce ») : Miféle filmet szeret? « Quel genre de film aimez-vous ? ».
Mekkora est un déterminant et pronom se référant seulement à des dimensions :
Mekkora a lakása? « Son appartement est grand comment ? » ;
Mekkorát nőtt tavaly óta? « De combien a-t-il/elle grandi depuis l’année dernière ? ».
Hány est un déterminant et pronom qui sert à interroger sur la quantité d’entités dénombrables, animées ou inanimées :
Hány elem kell a fényképezőgépbe? « Combien de piles faut-il dans l’appareil photo ? » ;
Öt diák van a csoportban. Hánnyal beszéltél már? « Il y a cinq étudiants dans le groupe. Avec combien as-tu déjà parlé ? ».
Mennyi (déterminant et pronom) vise également la quantité, mais celle d’inanimés non dénombrables :
Mennyi tejet akarsz a kávéba? « Combien de lait veux-tu dans le café ? » ;
– Kenyeret kérek. – Mennyit? « – Je voudrais du pain. – Combien ? ».
Hányadik (déterminant et pronom) sert à s’informer sur le rang dans une série :
Hányadik megállónál kell leszállni? « À quel arrêt faut-il descendre ? » ;
Hányadik lettél a versenyen? « Quelle place as-tu obtenu au concours ? ».

## Sources bibliographiques
- (ro) Avram, Mioara, Gramatica pentru toți [« Grammaire pour tous »], Bucarest, Humanitas, 1997  (ISBN 973-28-0769-5)
- (hu) Bárczi, Géza et Országh, László (dir.), A magyar nyelv értelmező szótára [« Dictionnaire de la langue hongroise »], Budapest, Akadémiai kiadó, 1959-1962 ; en ligne : A magyar nyelv értelmező szótára, Magyar Elektronikus Könyvtár, Országos Széchényi Könyvtár (ÉrtSz) (consulté le 13 décembre 2019)
- (hr) Barić, Eugenija et al., Hrvatska gramatika [« Grammaire croate »], 2de édition revue, Zagreb, Školska knjiga, 1997  (ISBN 953-0-40010-1)
- (ro) Bărbuță, Ion et al., Gramatica uzuală a limbii române [« Grammaire usuelle du roumain »], Chișinău, Litera, 2000  (ISBN 9975-74-295-5) (consulté le 13 décembre 2019)
- (hu) Bokor, József, « Szófajtan » [« Les parties du discours »], A. Jászó, Anna (dir.), A magyar nyelv könyve [« Le livre de la langue hongroise »], 8e édition, Budapest, Trezor, 2007  (ISBN 978-963-8144-19-5), p. 197-253 (consulté le 13 décembre 2019)
- (en) Browne, Wayles et Alt, Theresa, A Handbook of Bosnian, Serbian, and Croatian [« Manuel de bosnien, serbe et croate »], SEELRC, 2004 (consulté le 13 décembre 2019)
- (cnr) Čirgić, Adnan ; Pranjković, Ivo ; Silić, Josip, Gramatika crnogorskoga jezika [« Grammaire du monténégrin »], Podgorica, Ministère de l’Enseignement et des Sciences du Monténégro, 2010  (ISBN 978-9940-9052-6-2) (consulté le 13 décembre 2019)
- (en) Cojocaru, Dana, Romanian Grammar [« Grammaire roumaine »], SEELRC, 2003 (consulté le 13 décembre 2019)(consulté le 13 décembre 2019)
- Delatour, Yvonne et al., Nouvelle grammaire du français, Paris, Hachette, 2004  (ISBN 2-01-155271-0) (consulté le 13 décembre 2019)
- (en) Eastwood, John, Oxford Guide to English Grammar [« Guide Oxford de la grammaire anglaise »], Oxford, Oxford University Press, 1994  (ISBN 0-19-431351-4) (consulté le 13 avril 2023)
- (hu) Erdős, József (dir.), Küszöbszint. Magyar mint idegen nyelv [« Niveau-seuil. Hongrois langue étrangère »]. Université technique de Budapest, Institut de linguistique, Groupe pour le hongrois, 2001 (consulté le 13 décembre 2019)
- Grevisse, Maurice et Goosse, André, Le Bon Usage. Grammaire française, Bruxelles, De Boeck Université, 2007, 14e édition,  (ISBN 978-2-8011-1404-9) (consulté le 13 avril 2023)
- (bs) Jahić, Dževad ; Halilović, Senahid ; Palić, Ismail, Gramatika bosanskoga jezika [« Grammaire de la langue bosniaque »], Zenica, Dom štampe, 2000 (consulté le 13 décembre 2019)
- Kalmbach, Jean-Michel, La grammaire du français langue étrangère pour étudiants finnophones, version 1.5., Universitaté de Jyväskylä (Finlande), 2017  (ISBN 978-951-39-4260-1) (consulté le 13 décembre 2019)
- (sr) Klajn, Ivan, Gramatika srpskog jezika [« Grammaire de la langue serbe »], Belgrade, Zavod za udžbenike i nastavna sredstva, 2005  (ISBN 86-17-13188-8) (consulté le 13 avril 2023)
- (en) Rounds, Carol, Hungarian: an Essential Grammar [« Grammaire fondamentale du hongrois »], Londres / New York, Routledge, 2001  (ISBN 0-203-46519-9) (consulté le 13 avril 2023)
- (en) Sarlin, Mika, Romanian Grammar [« Grammaire roumaine »], 2e édition, © Mika Sarlin, 2014,  (ISBN 978-952-286-898-5) (consulté le 13 décembre 2019)
- Szende, Thomas et Kassai, Georges, Grammaire fondamentale du hongrois, Paris, Langues et mondes – l’Asiathèque, 2007  (ISBN 978-2-91-525555-3) (consulté le 13 décembre 2019)
- (hu + en) Szita, Szilvia et Görbe, Tamás, Gyakorló magyar nyelvtan. A Practical Hungarian Grammar [« Grammaire pratique du hongrois »], Budapest, Akadémiai Kiadó, 2010  (ISBN 978-963-05-8933-8)